# Sado (Niigata)
Sado (jap. 佐渡市 Sado-shi, deutsch ‚(kreisfreie) Stadt Sado‘, englisch Sado City/City of Sado) ist eine Stadt auf der Insel Sado in der Präfektur Niigata in Japan.

## Geschichte

Vorläufergemeinden der Stadt Sado

Die Stadt Sado wurde am 1. März 2004 aus der Shi Ryōtsu (両津市, -shi), den Machi Aikawa (相川町, -machi), Sawada (佐和田町, -machi), Kanai (金井町, -machi), Hatano (畑野町, -machi), Mano (真野町, -machi), Ogi (小木町, -machi), Hamochi (羽茂町, -machi), sowie den Mura Niibo (新穂村, -mura) und Akadomari (赤泊村, -mura) gegründet. Die Stadt erstreckt sich damit über die komplette Insel.

## Verkehr
- Straße
  - Nationalstraße 350

## Söhne und Töchter der Stadt
- Aka Akasaka (* 1988), Mangaka und Schriftsteller
- Arita Hachirō (1884–1965), Diplomat
- Fubō Hayashi (1900–1935), Schriftsteller
- Kita Ikki (1883–1937), Politischer Philosoph der Shōwa-Zeit
- Homma Masaharu (1887–1946), Führungsoffizier
- Kenkichi Saitō (1895–1960), Schwimmer und Leichtathlet

## Sehenswürdigkeiten
Über das seit dem Zusammenschluss der Ortschaften sehr ausgedehnte Stadtgebiet sind zahlreiche Sehenswürdigkeiten verteilt.
- Der Tempel Myōsen hat als einziger in der Präfektur Niigata eine fünfstöckige Pagode und liegt rund 5 km östlich von Mano. Die Pagode wurde von zwei Generationen von Zimmerleuten errichtet und nach dreißigjähriger Bauzeit 1825 vollendet[1]. Der Tempel wurde von einem Samurai gegründet, der sich später der Lehre Nichirens anschloss.
- Unweit des Myōsen-Tempels ist der abseits gelegene, kleine Daizen-Schrein sehenswert. Auf seinem Gelände ist der im 19. Jahrhundert errichtete, hölzerne Bau eines traditionellen Nō-Theaters, in dem noch Vorstellungen stattfinden, zu sehen. In der Umgebung des Daizen-Schreins sind noch vereinzelte Bauernhöfe im traditionellen Stil erhalten.
- Im Dorf Niibo fast genau in der Mitte der Insel ist der Tempel Konpon sehenswert. Er wurde im 17. Jahrhundert an der Stelle errichtet, wo Nichiren während seiner Verbannung auf die Insel (1271–74) anfangs lebte.
- In dem kleinen Hafenort Ogi im Südwesten der Insel wurden früher große hölzerne Tröge, auf Japanisch taraibune genannt, als Wasserfahrzeuge genutzt, um Muscheln und Seetang zu sammeln. Touristen wird diese Tradition noch heute vorgeführt. Außerdem ist in Ogi das Museum Ogi Minzoku Hakubutsukan besuchswert[2].
- Nichiren lebte zwei Jahre lang einige Kilometer nordöstlich der heutigen Stadt Sawata an der Stelle, an der heute der Myosho-Tempel steht. Dieser Tempel, der von einem Garten umgeben ist, ist heute das Ziel vieler Pilger, ebenso der unweit südlich gelegene Jisso Ji. Er wurde an einer Stelle errichtet, die Nichiren häufig zur Meditation aufsuchte. Die Kiefer, an der Nichiren sein Gewand aufzuhängen pflegte, ist heute noch zu sehen[3]. Unweit des Tempels wurde ein großes, weithin sichtbares Nichirendenkmal errichtet
- An der Westküste der Insel ist das Art and Natural History Museum of Sado sehenswert, das sich zwischen Sawata und Mano befindet. In seinem Garten wurden Pfahlbauten rekonstruiert, die dem ursprünglichen Baustil der Bewohner Sados entsprechen. Außerdem beherbergt das Museum einige ausgestopfte Exemplare des seltenen Nipponibisses, dem im Dorf Niibo ein Denkmal gesetzt wurde.
- An der kaum bewohnten Nordküste der Insel sind einige markante Felsformationen bekannte Ausflugsziele. Zu ihnen zählen der wie zwei Schildkröten geformte Futatsugame sowie der 167 m hohe Onogame, in dem eine Shinto-Gottheit leben soll. Unweit des Dorfes Kitaebisu ist die Bucht Senkakuwan besuchenswert, in der zahlreiche weitere bizarr geformte Felsen zu sehen sind.
- In der Nähe von Aikawa an der Westküste der Insel lösten 1601 Goldfunde einen bis 1867 dauernden Goldrausch aus, so dass Aikawa zu einer Stadt von zeitweise rund 100 000 Einwohnern heranwuchs[4]. In der Nähe Aikawas sind die zu einem Museum umgestaltete Goldmine Sado Kinzan, die erst 1989 geschlossen wurde, sowie das ehemalige Tagebauwerk Doyu no Waretu besuchenswert.
- Aikawa verfügt über zwei weitere Museen: Das Volkskundemuseum Kyodo Hakubutsukan und das Kunstmuseum Sado Hangamura, in dem Holzschnitte von Künstlern, die auf Sado tätig waren, gezeigt werden und auch käuflich zu erwerben sind.

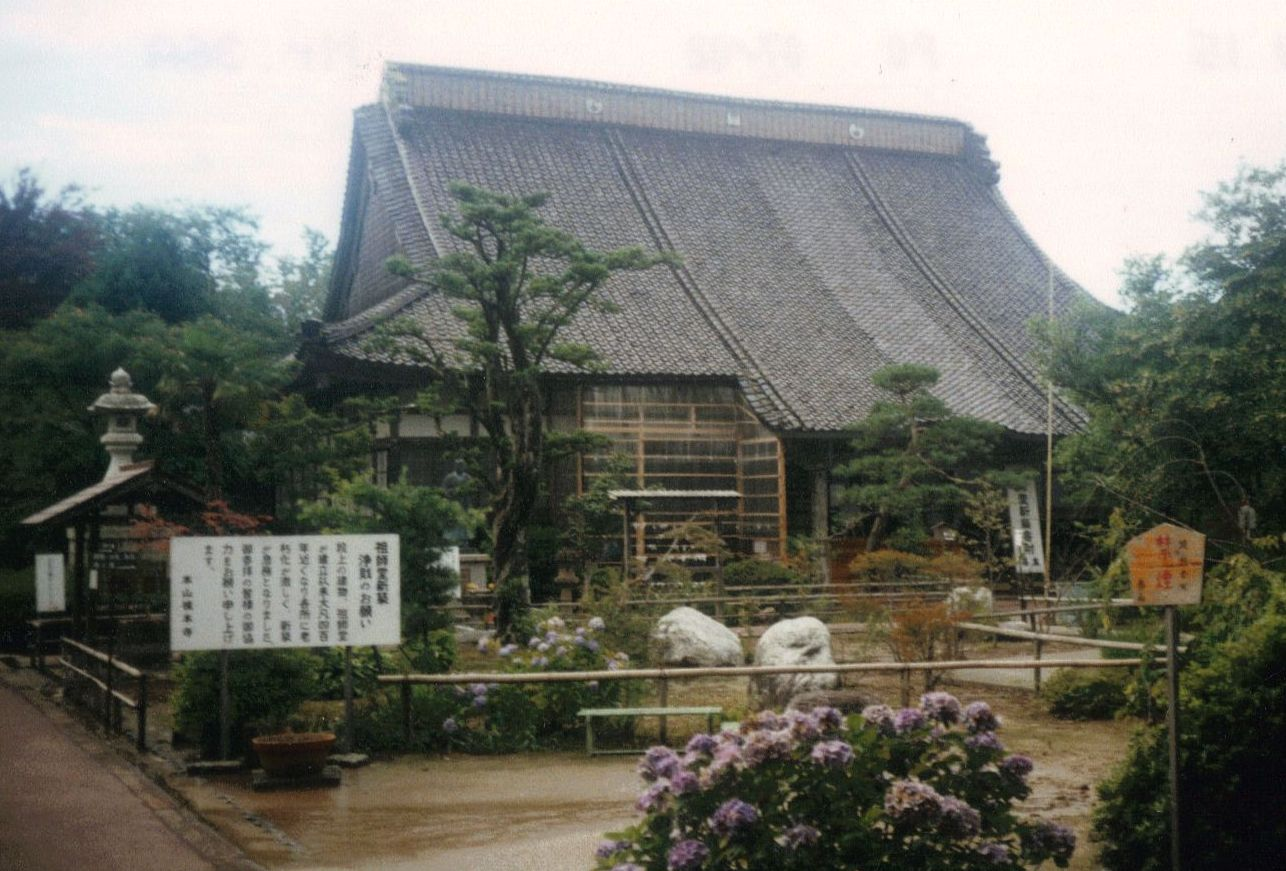
Konpon-Tempel
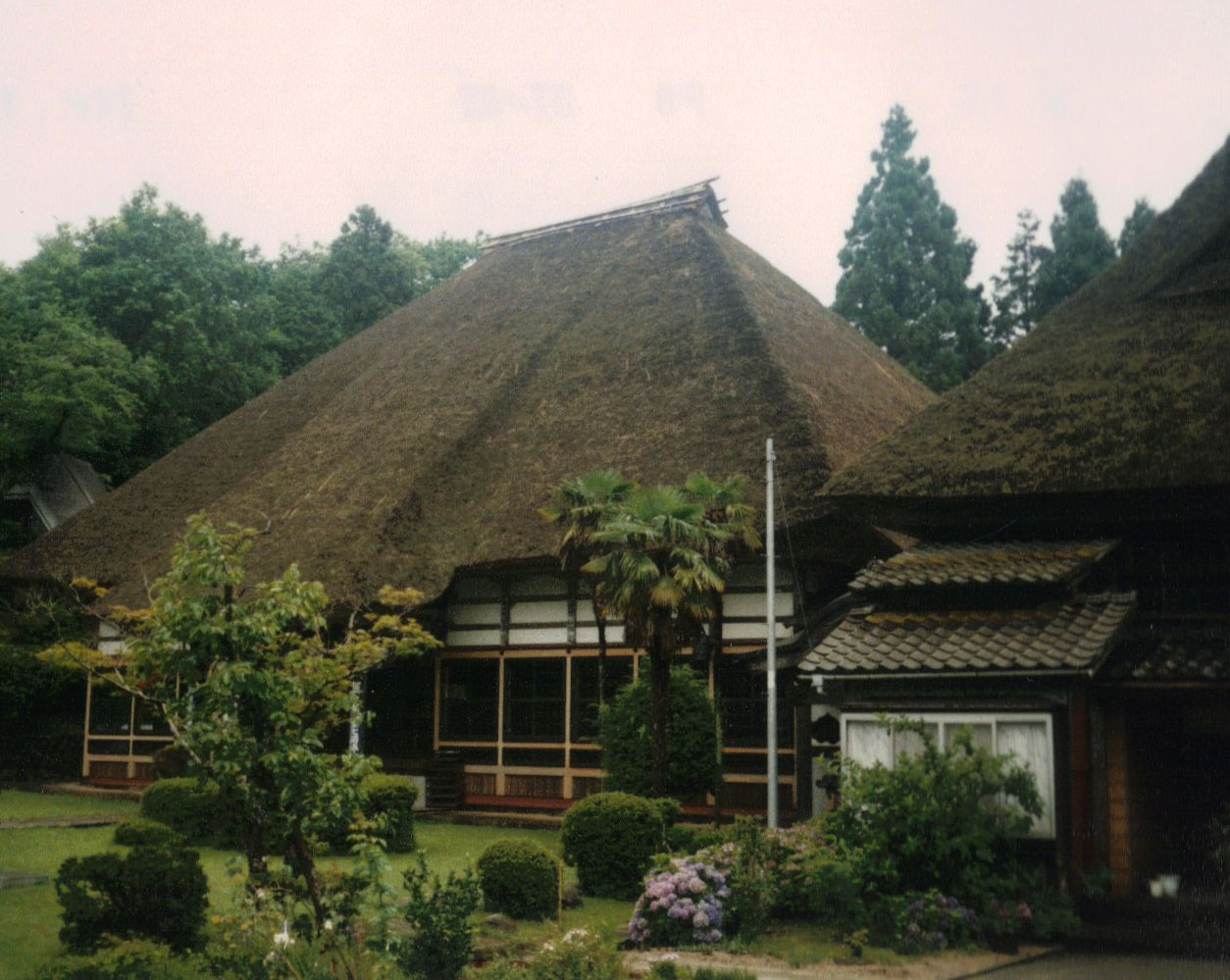
Myōshō-Tempel
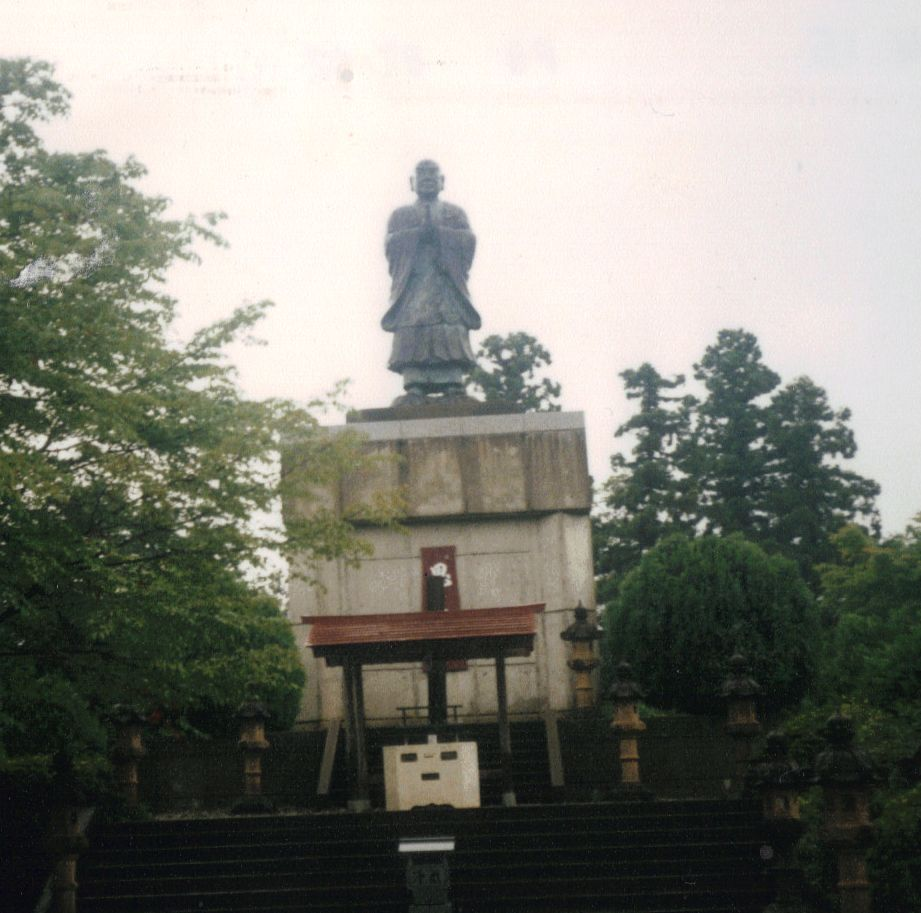
Nichirendenkmal
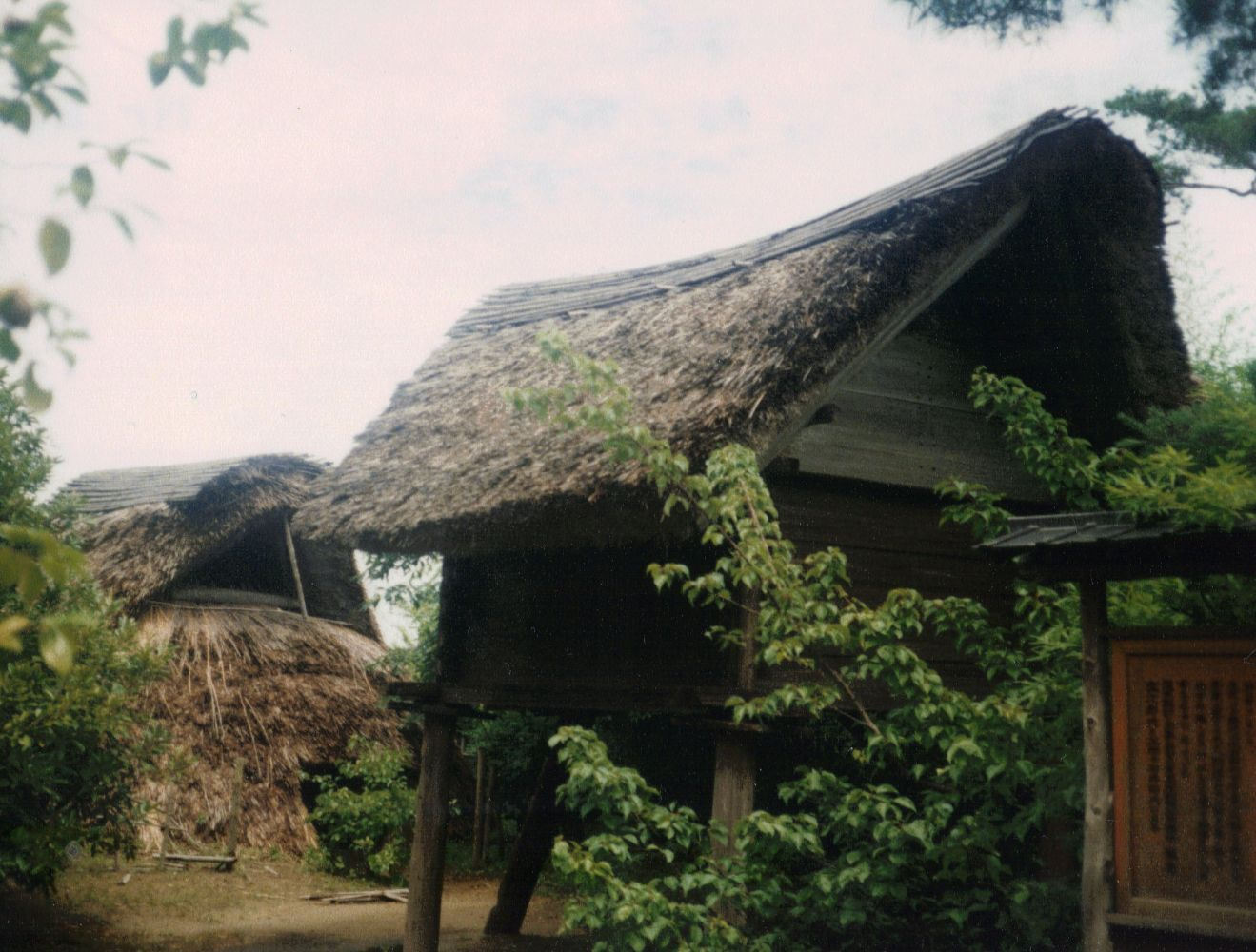
Pfahlbauten im Garten des Museums
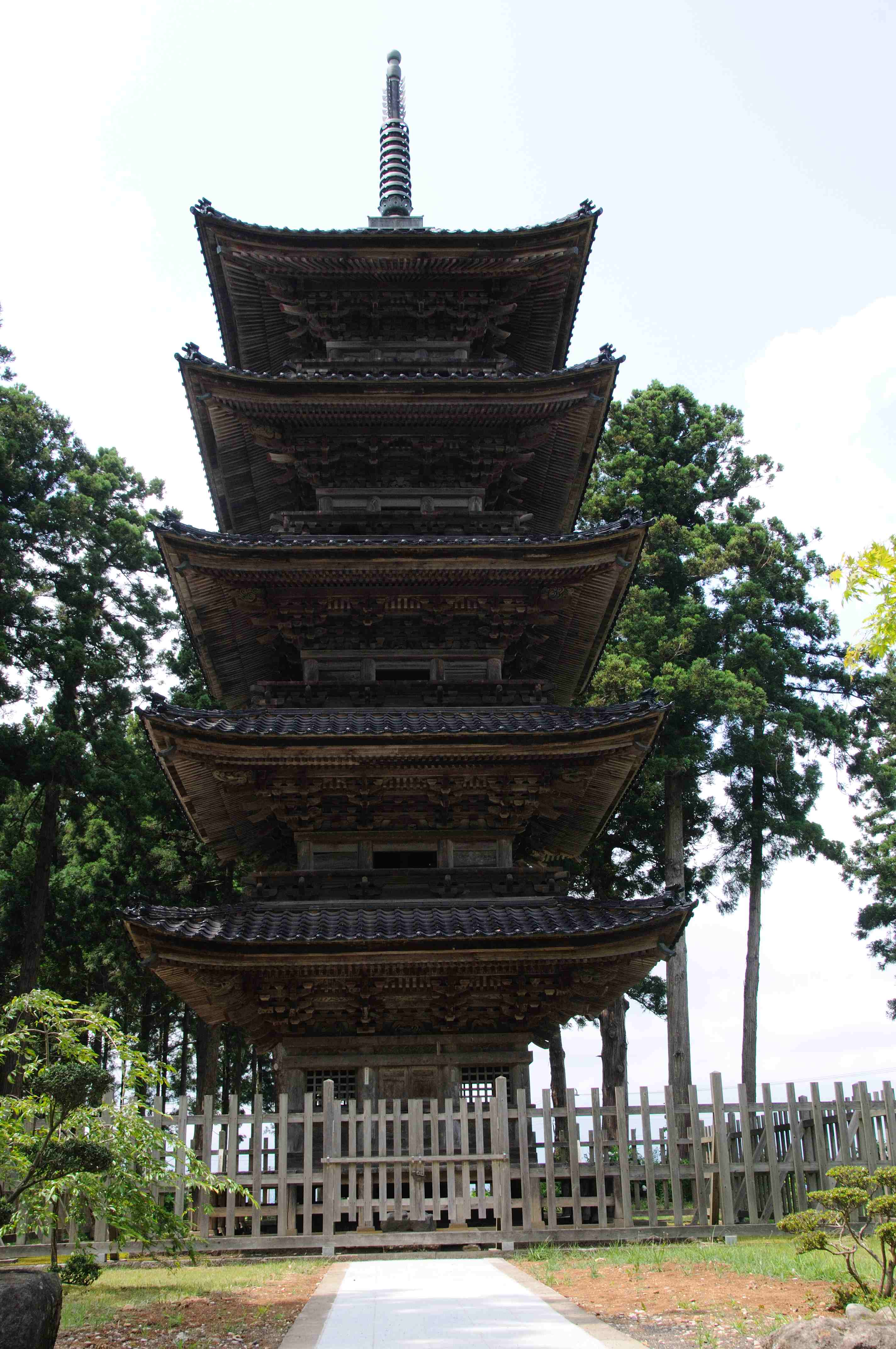
Myōsen-Tempel
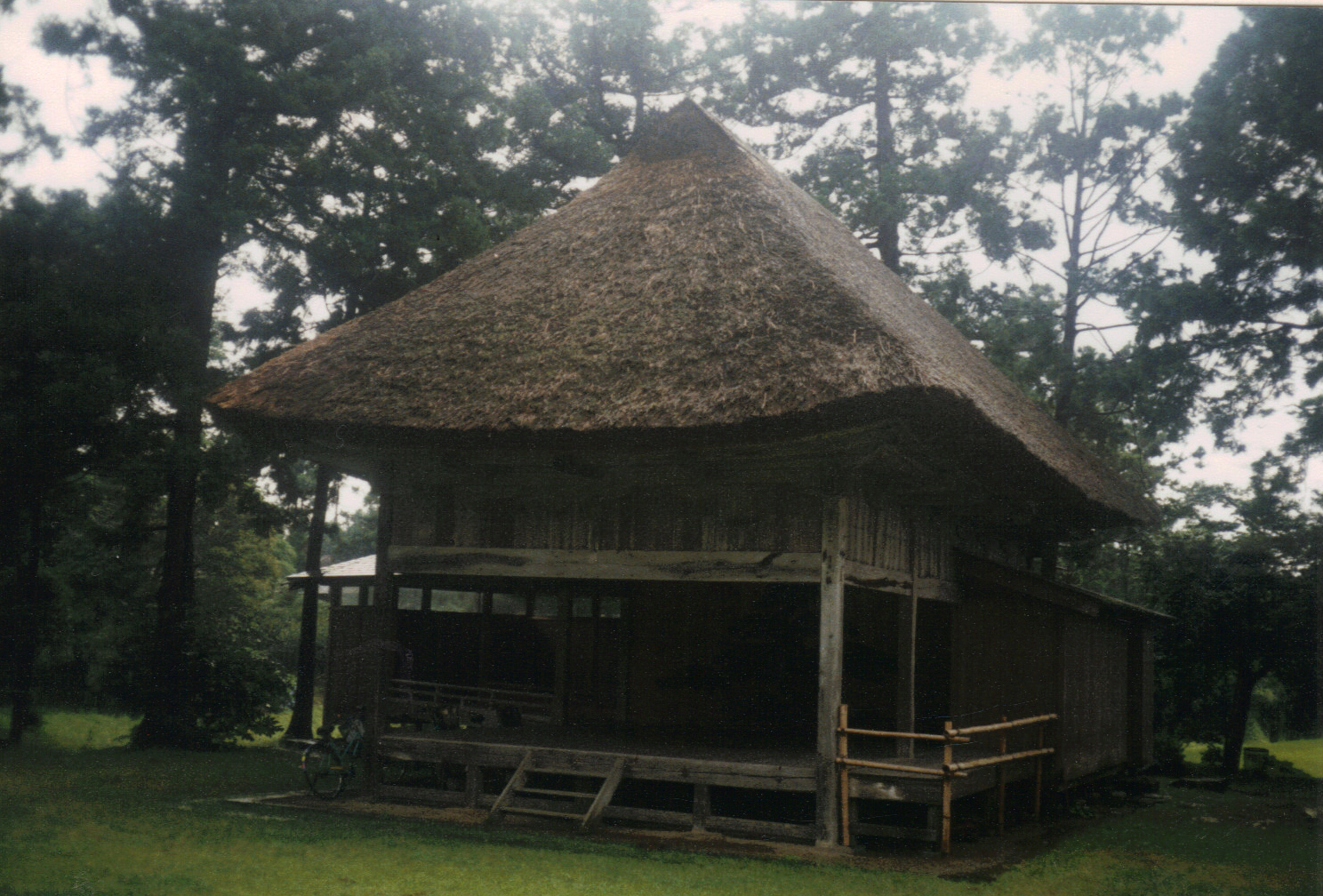
Traditionelles Nō-Theater am Daizen-Schrein
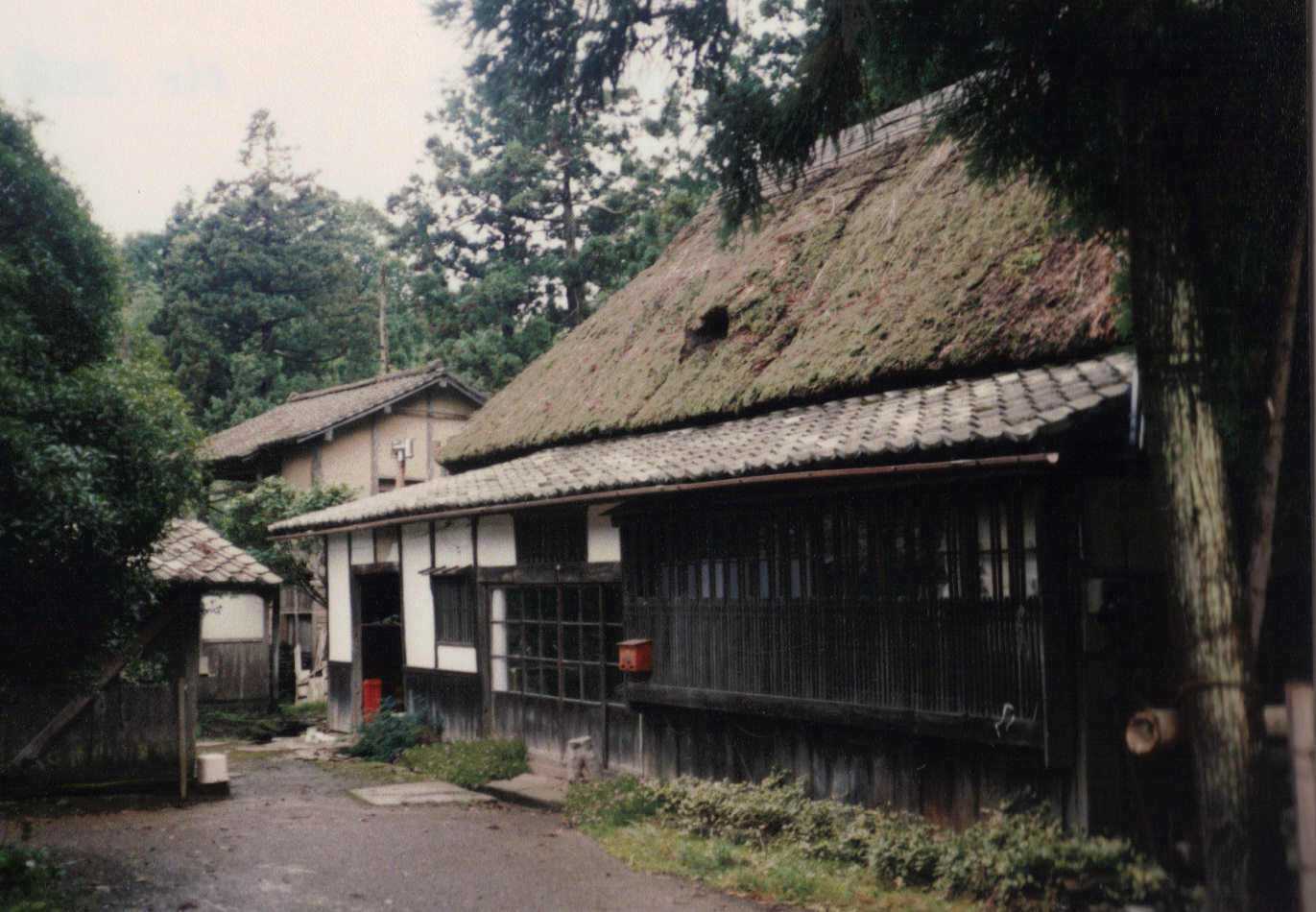
Bauernhof am Daizen-Schrein
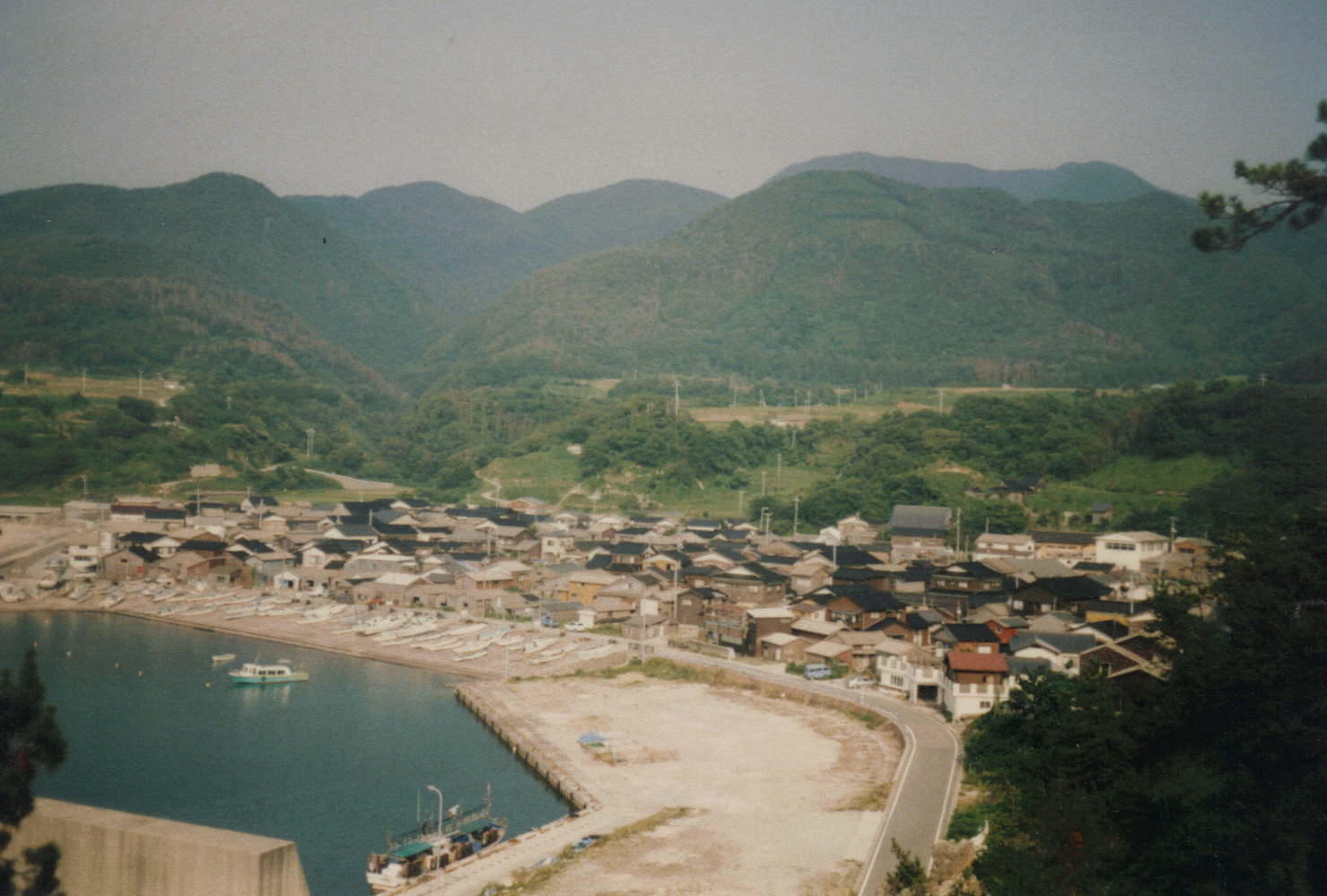
Dorf Kitaebisu an der Nordküste
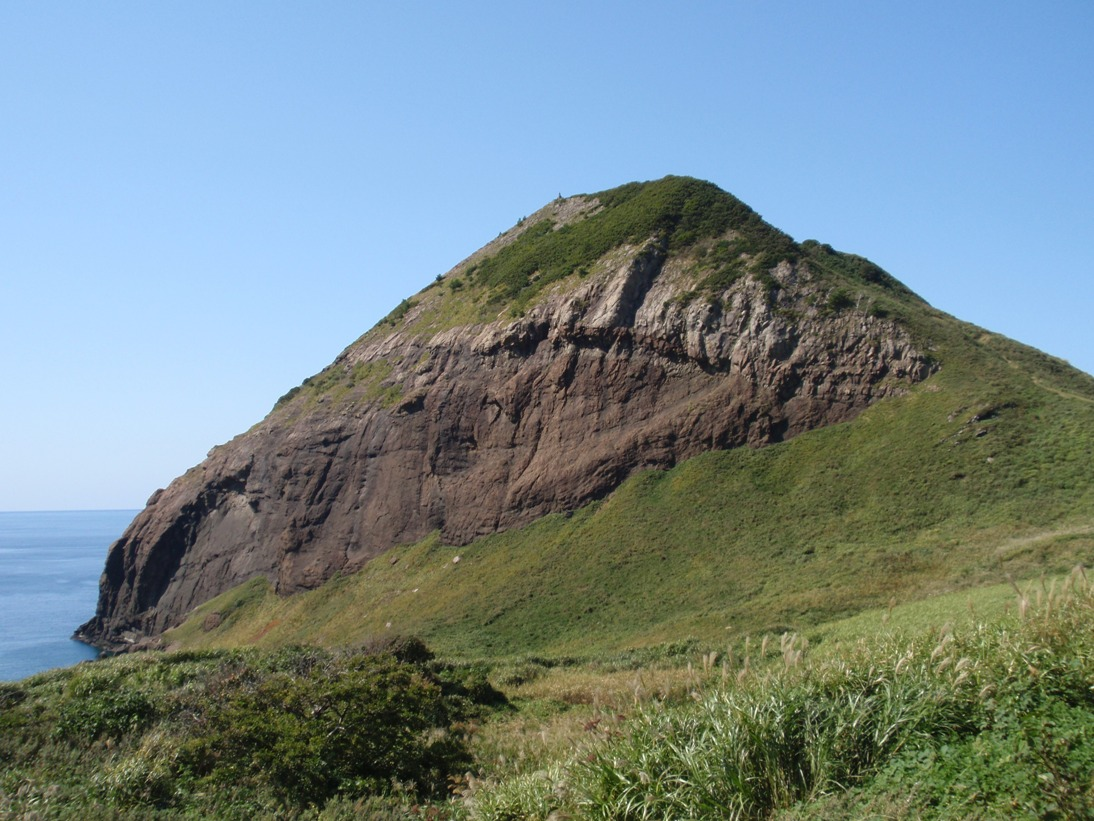
Futatsugame Felsen
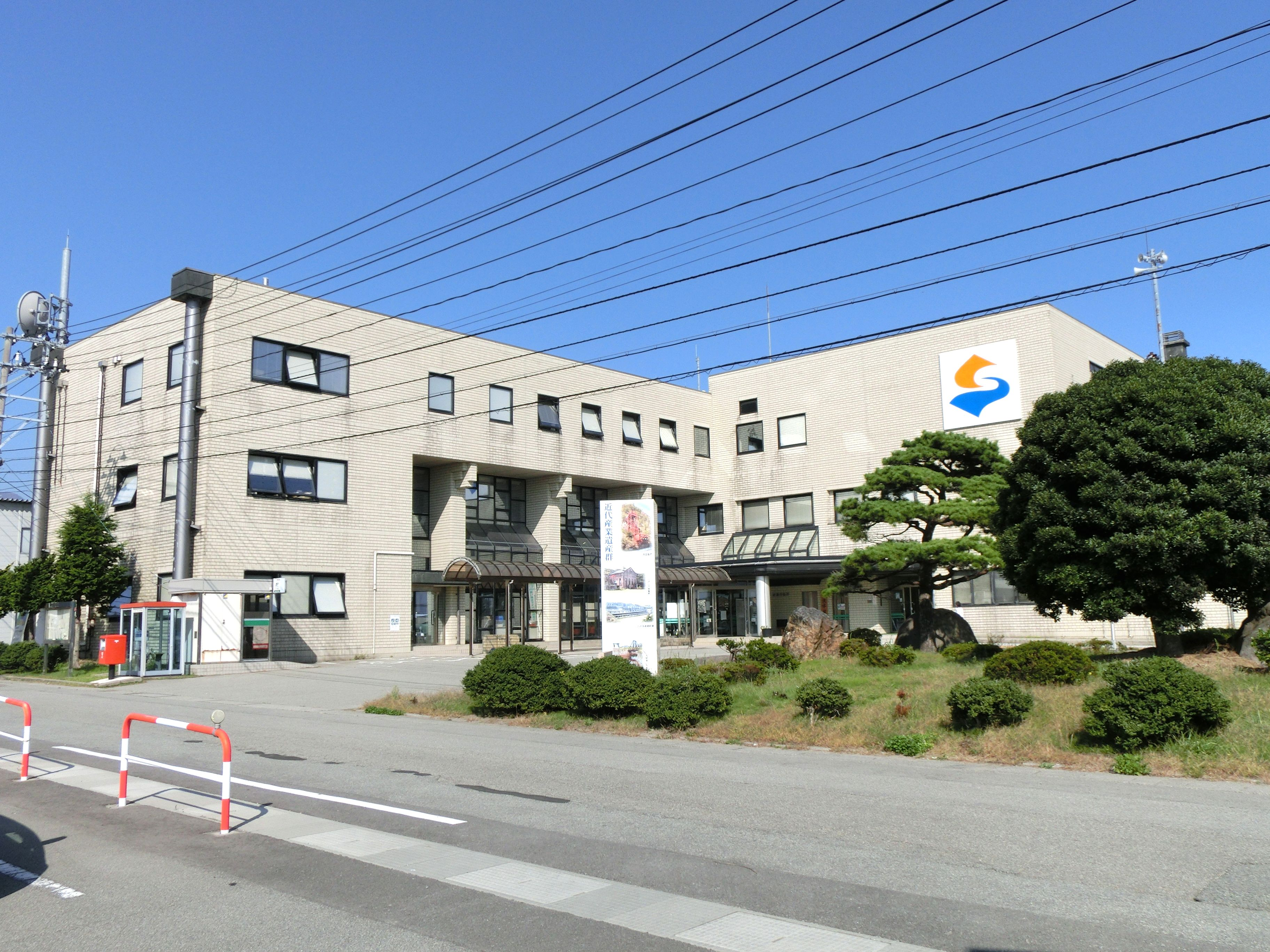
Zweites Regierungsgebäude der Stadt Sado (ehemaliges Hauptregierungsgebäude)